# Johannes Tauler

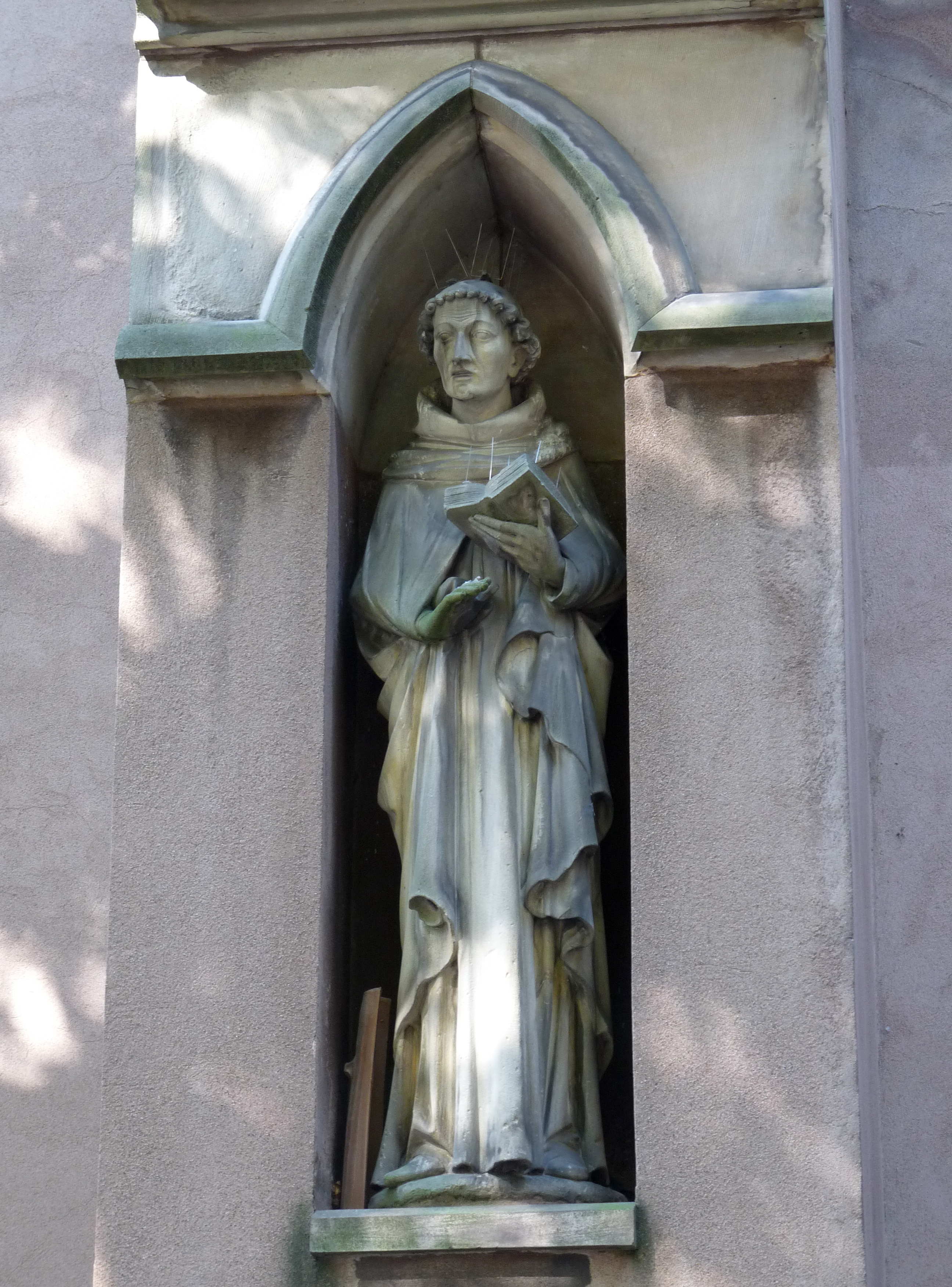
Statue von Johannes Tauler an der Außenseite der Kirche Saint-Pierre-le-Jeune protestant in Straßburg, 1898 von Ferdinand Riedel geschaffen

Johannes Tauler (auch Johan Tauweler, Johann Tauler; * um 1300 in Straßburg; † 16. Juni 1361 ebenda) war ein deutscher Theologe, Mystiker und vor allem in Straßburg, Basel und Köln wirkender Prediger. Er war Dominikaner und zählte in seinem Orden zur neuplatonischen Strömung. Mit Meister Eckhart und Heinrich Seuse gehört er zu den bekanntesten Vertretern der spätmittelalterlichen deutschsprachigen Dominikaner-Spiritualität.
Ebenso wie Meister Eckhart geht Tauler von der Überzeugung aus, dass Gott im „Grund“ der menschlichen Seele dauerhaft – wenn auch gewöhnlich auf verborgene Weise – anwesend ist und daher dort erreicht werden kann. Voraussetzung für die innere Gotteserfahrung ist nach Taulers Lehre ein unablässiges Bemühen um Selbsterkenntnis. Die Selbsterkenntnis ermöglicht es, die Hindernisse, die der Begegnung mit Gott entgegenstehen, abzubauen. Die „Einkehr“, mit der man sich von weltlichen Bestrebungen abwendet, seinem Inneren zuwendet und Gelassenheit erlangt, bedeutet aber keineswegs eine Vernachlässigung der im Alltagsleben zu erfüllenden Aufgaben. Vielmehr sollen tätiges und beschauliches Leben eine unauflösliche Einheit bilden. Die nachdrückliche Aufwertung der Alltagsarbeit, insbesondere der gewöhnlichen Erwerbstätigkeit, die als integraler Bestandteil der Spiritualität aufgefasst wird, ist für Tauler charakteristisch.

## Leben und Werk

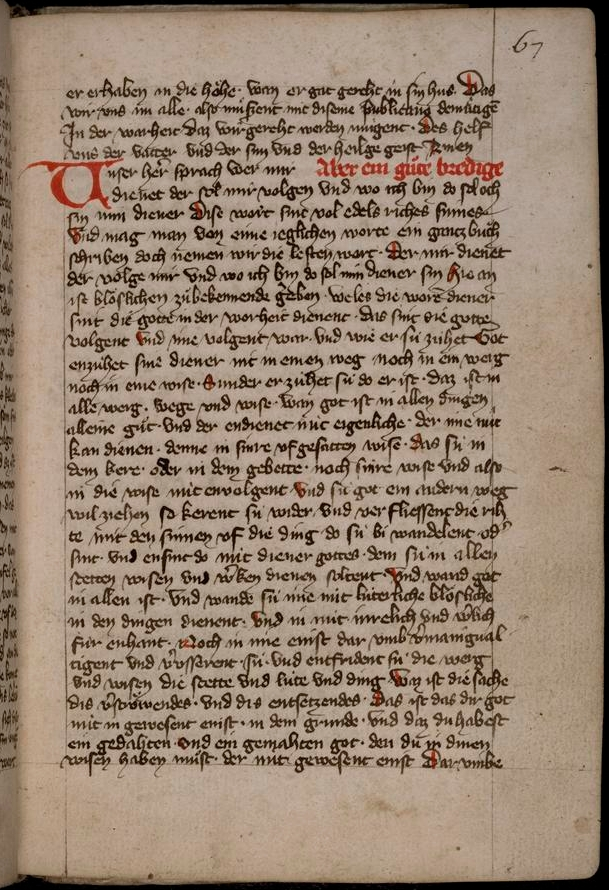
Anfang einer Predigt Taulers in einer Handschrift des 15. Jahrhunderts

Tauler stammte aus einer – wie aus seinen eigenen Worten hervorgeht – wohlhabenden Familie. Der Name der seit Jahrzehnten in Straßburg ansässigen Familie wird verschiedentlich in zeitgenössischen Urkunden genannt. Ein Klaus Tauler, vermutlich der Vater Johannes Taulers, war Ratsherr.
Tauler trat in den Dominikanerkonvent seiner Heimatstadt ein. Er durchlief den für Priester des Dominikanerordens üblichen Ausbildungsgang, also ein Studium von sechs bis acht Jahren, das umfangreiche philosophische und theologische Kenntnisse vermittelte. Dies geschah wahrscheinlich nicht in Straßburg, sondern in einem anderen Kloster der dominikanischen Ordensprovinz Teutonia in Süddeutschland. Wohl im Straßburger Dominikanerkonvent begegnete er Meister Eckhart, der nachweislich zwischen 1314 und 1322/1324 mehrmals in der Stadt weilte. Nach seiner Ausbildung war Tauler vor allem in der Seelsorge für geistlich lebende Frauen (dominikanische Ordensschwestern und Beginen) tätig. Für diese schrieb er seine etwa 80 deutschsprachigen Predigten, die schon frühzeitig zu Sammlungen zusammengestellt wurden; die handschriftliche Überlieferung setzt schon zu seinen Lebzeiten ein. Diese Predigten sind außer einem persönlichen Brief sein einziges erhaltenes, sicher authentisches Werk.
Während des Konflikts zwischen Kaiser Ludwig dem Bayern und Papst Johannes XXII. entschied sich Straßburg für die Seite des Kaisers und wurde vom Papst mit dem Interdikt belegt. Da die Straßburger Dominikaner der Weisung des Papstes gehorchten und sich weigerten, für die Bürger weiterhin die Messe zu zelebrieren, wurden sie 1339 aus der Stadt ausgewiesen. Tauler hatte Straßburg wohl schon 1338 verlassen. Wie die meisten seiner von der Ausweisung betroffenen Mitbrüder ging er nach Basel. Dort blieb er mindestens bis zur Rückkehr des Dominikanerkonvents nach Straßburg (1342/43). Anscheinend hielt er sich zwischen 1343 und 1346 teils in Basel, teils in Straßburg und Köln auf. Während der Zeit seines Exils in Basel betätigte er sich im Kreis der spirituell orientierten „Gottesfreunde“, unter denen auch zahlreiche Laien waren. Er hielt populäre Volkspredigten, die jedoch im Unterschied zu seinen Predigten für klösterliche Gemeinschaften verloren sind. Zu seinem Freundeskreis gehörten der Weltpriester Heinrich von Nördlingen und die Dominikanerin Margarete Ebner. 1339, 1343 und 1346 reiste er nach Köln, wo er seiner Predigttätigkeit nachging, wie Bezüge auf Kölner Gewohnheiten in zwei Predigten zeigen. In den späten vierziger Jahren war er bereits ein berühmter Prediger. Die Dominikanerin Christine Ebner berichtete im Jahr 1351 von einer Vision, worin ihr Gott offenbart habe, Tauler sei ihm der liebste Mensch auf Erden.
Tauler trat für die Beginen ein, eine Gemeinschaft von Frauen, die keinem von der Kirche anerkannten Orden, sondern dem Laienstand angehörten, aber sich an die traditionellen Ordensgelübde (Armut, Enthaltsamkeit und Gehorsam) hielten und meist ein ordensähnliches, gemeinschaftliches Leben führten. Die Beginen, die oft von Dominikanern seelsorglich betreut wurden, waren damals päpstlichen und bischöflichen Verfolgungen ausgesetzt. Tauler wandte sich in Predigten scharf gegen Personen, welche die Beginen verachteten oder durch üble Nachrede in Verruf brachten.
Seine letzte Lebenszeit verbrachte Tauler, von Krankheit geschwächt, im Gartenhaus des Dominikanerinnenklosters St. Nikolaus am Gießen (St. Nicolaus in undis) in Straßburg. Nach seinem Tod am 16. Juni 1361 wurde er im Dominikanerkloster beigesetzt; die Grabplatte, die eine Zeichnung seiner Gestalt zeigt, ist erhalten.

## Lehre
Tauler hat seine Lehre nie systematisch dargestellt. Sie ist daher nur aus seinen Predigten abzuleiten.

### Verhältnis zu Autoritäten
Taulers Lehre ist selbständig, doch beruft er sich oft auf Autoritäten, vor allem auf Kirchenväter wie Augustinus und Gregor den Großen, aber auch auf pagane Philosophen wie Platon und Aristoteles. Von den mittelalterlichen Mönchstheologen schätzt er besonders Bernhard von Clairvaux sowie die Viktoriner Hugo von St. Viktor und Richard von St. Viktor. Eine herausragende Rolle spielen für ihn der neuplatonisch orientierte Theologe Pseudo-Dionysius Areopagita und der spätantike nicht-christliche Neuplatoniker Proklos sowie Meister Eckhart, den er allerdings nur einmal namentlich erwähnt. Im Umgang mit Autoritäten aller Art legt er großes Gewicht auf den Unterschied zwischen „Les(e)meistern“, gelehrten Theologen, die viel wissen, aber es kaum praktisch umsetzen, und „Leb(e)meistern“, die selbst beispielhaft leben. Sein Urteil über die Lesemeister fällt sehr ungünstig aus.

### Seelenlehre
Tauler geht es darum, seiner Zuhörerschaft den Weg zur Vereinigung mit Gott zu eröffnen. Diese Erfahrung, die in der lateinischen theologischen Terminologie unio mystica genannt wird, bezeichnet Tauler, der nur Deutsch schreibt, als „Durchbruch“ oder „Überfahrt“. Sie ist nach seiner Überzeugung jedem Menschen möglich. Stets kreist sein Denken um die Voraussetzungen und den Verlauf dieses Geschehens. Den begrifflichen Rahmen bietet eine trichotomische Seeleneinteilung: Tauler ist der Auffassung, dass der Mensch hinsichtlich seiner seelischen Eigenschaften und Neigungen dreigliedrig ist, „wie aus drei Menschen gestaltet“. Er unterscheidet drei „Dinge“ (Aspekte) im Menschen: den äußeren Menschen, den inneren Menschen und den dritten, den „obersten inneren“ Menschen, der den Kern der Persönlichkeit bildet, während die beiden anderen als „niedere Menschen“ bezeichnet werden. Der äußere, sinnliche Mensch „haftet der Natur an, in Fleisch und Blut“. Er wird von tierhaftem, leiblichem Begehren gesteuert; wer dieser Neigung folgt, „verharrt in den Sinnen bei den Geschöpfen und in den geschaffenen Dingen“. Der innere Mensch verfügt über die „natürliche Vernunft“ und ist daher zu vernunftgemäßem Handeln befähigt, doch können seine Gedanken niemals in Gottes „Einsamkeit“ gelangen. Den dritten (obersten und innersten) Menschen bezeichnet Tauler als „Grund“ (der Person, des Geistes oder der Seele) und oft auch als „Gemüt“ (nicht im modernen Sinn dieses Begriffs). Er ist „reine unvermischte Seelensubstanz“ und als solche gottfähig und gottartig (gotlich, gottig). Tauler lehrt, nur der „Grund“ sei Träger der Fähigkeit, die Einheit mit Gott zu erreichen, denn dieses Geschehen übersteige die naturgegebenen Kräfte der Sinne und der Vernunft. Im „Grund“ sei Gott stets präsent, wenn auch oft nicht in spürbarer Weise. Da die drei Instanzen des Seelischen von verschiedener Beschaffenheit seien, empfänden sie ungleich; zwischen ihnen bestehe ein Widerstreit, da sie von sich aus unterschiedliche, teils gegensätzliche Ziele anstrebten. Daher seien die beiden niederen Menschen, die Tauler mit einem Esel (sinnlicher Mensch) und einem Knecht (vernunftgeleiteter Mensch) vergleicht, der Herrschaft des obersten Menschen zu unterwerfen.

### Der Weg zur Vereinigung mit Gott
Das Beschreiten des spirituellen Wegs beginnt für Tauler mit der „Umkehr“ (kêr), zu der er beständig aufruft. Sie soll sich äußerlich auf das ethische Verhalten auswirken und damit das Verhältnis zu den Mitmenschen verbessern. In erster Linie stellt er sie jedoch als Hinwendung zu sich selbst dar. Als „Einkehr“ (inkêr) sei sie eine nach innen, in den eigenen „Grund“ der Seele gerichtete Bewegung. Diese Bewegung sei von einem Prozess der Selbsterkenntnis begleitet, auf den Tauler größtes Gewicht legt, da die Selbsterkenntnis letztlich in die Gotteserkenntnis einmünde.
Auf dem Weg unterscheidet Tauler drei „Grade“ (erreichbare Haltungen oder Lebensformen). Den untersten Grad nennt er „Jubel“, „eine große, wirksame Freude“. Dieser erste Grad entsteht aus der Wahrnehmung der „köstlichen Liebeszeichen“ Gottes in der Natur, der „Wunder des Himmels und der Erde“, und aus der Betrachtung der Gaben, die der Mensch selbst empfangen hat. Wer dies „in rechter Liebe betrachtet, wird von innerer Freude so überwältigt, dass der schwache Leib die Freude nicht zu halten vermag“. Nachdrücklich warnt Tauler davor, die „Kinder Gottes“, die in diesem Zustand sind, davon abzulenken, ihnen Hindernisse in den Weg zu legen oder „grobe Übungen“ zuzuweisen; damit richte man sich selbst zugrunde.
Nach Taulers Ausführungen ist der Mensch, wenn er den zweiten Grad erreicht, „kein Kind mehr“, sondern gleichsam „Mann geworden“ und verträgt als solcher harte Kost. Diese Phase ist durch Bedrängnis und Leid (getrenge) gekennzeichnet. Hier nimmt Gott dem Menschen alles wieder ab, was er ihm zuvor gegeben hat, und überlässt ihn gänzlich sich selbst, so dass dieser Mensch „von Gott gar nichts mehr weiß“ und „nicht weiß, ob er je auf dem rechten Weg gewesen ist, ob es einen Gott für ihn gebe oder nicht“. In diesem Zustand erlebt der Betroffene sein Dasein als höllisch, und alles, was man ihm sagen kann, „tröstet ihn nicht mehr als ein Stein“.
Die zweite Stufe dient zur Vorbereitung des Übergangs („Durchbruch“, „Überfahrt“) zur dritten, auf welcher der Mensch aller Not enthoben wird und die Wahrheit erkennt. Indem er „die allerwahrste Erkenntnis des eigenen Nichts“ (seiner Nichtigkeit) erlangt, wird er „vergottet“ und „eins mit Gott“; sein demütiges Versinken ins Nichts ist zugleich ein Aufstieg, denn „Höhe und Tiefe ist hier ein und dasselbe“. Der Mensch ist ein „geschaffener Abgrund“, Gott ein „ungeschaffener Abgrund“; die beiden rufen sich gegenseitig herbei, wie Tauler es in Anlehnung an Ps 42,8  ausdrückt, sie begegnen einander, und dann fließt der eine Abgrund in den anderen Abgrund, „versinkt das geschaffene Nichts in das ungeschaffene Nichts“.
Die Schöpfung, den Hervorgang der Welt aus Gott, betrachtet Tauler als Emanation (Ausgießung), die Erlösung als Rückkehr zum Ursprung: „Dasselbe, was der Mensch jetzt in seiner Geschaffenheit ist, war er von Anbeginn her in Gott in Ungeschaffenheit, mit ihm ein seiendes Sein (ein istig wesen mit im). Und solange der Mensch nicht zurückkehrt in diesen Zustand der Bildlosigkeit (luterkeit), mit dem er aus dem Ursprung herausfloss, aus der Ungeschaffenheit in die Geschaffenheit, wird er niemals wieder in Gott hineingelangen.“
Verschiedene Metaphern, die Tauler in diesem Zusammenhang verwendet, deuten an, dass für ihn die Vereinigung mit Gott als eine restlose erlebt wird, die zur Ununterscheidbarkeit führt; so spricht er vom Wassertropfen, der sich im Meer verliert oder dem Wein beigemischt wird. Andere Aussagen von ihm lassen aber erkennen, dass unabhängig von solchem subjektiven Erleben die Persönlichkeit des Menschen objektiv immer intakt verbleibt. Taulers Lehre ist nicht pantheistisch zu verstehen.
Um die Schwierigkeiten, die dem Gott Suchenden auf dem Weg begegnen, zu illustrieren, vergleicht Tauler in der elften Predigt das Schicksal des Menschen, der nach Gott dürstet, mit dem eines Hirsches, der von Hunden gejagt wird. Zuerst verfolgen ihn seine „starken, großen, groben Gebrechen“, die sieben Hauptlaster, die großen Hunden entsprechen. Wenn er sich ihrer erfolgreich erwehrt hat, etwa indem er einem Hund, der sich in ihn verbissen hat, den Kopf an einem Baum zerschmettert, kommen kleine Hunde, die ihn zwicken. Das sind kleine Ablenkungen, „Gesellschaft oder Kurzweil oder menschliche Liebenswürdigkeit“, die er für relativ harmlos hält. Da er ihre Gefährlichkeit nicht erkennt, sind sie „oft viel schädlicher als die großen Versuchungen“. Hat der Hirsch schließlich alle Hunde überwunden, so gelangt er zum Wasser (Gott), wo er seinen Durst stillen kann.
Eine Hauptvoraussetzung für die vollständige Bewältigung dieses Weges ist für Tauler so wie für Meister Eckhart die Loslösung von allem. Sie führt zur „Ledigkeit“ und „Gelassenheit“. Darunter versteht er nicht nur äußere Armut im Sinne eines Verzichts auf Eigenbesitz und weltliche Wünsche, sondern eine umfassende geistige Armut oder Leere, zu der auch der Verzicht auf den Anspruch auf eigene Erlösung und Seligkeit gehört.

### Tätiges und beschauliches Leben
Wie schon Meister Eckhart lehnt Tauler eine Trennung zwischen tätigem und beschaulichem Leben und die Geringschätzung der tätigen Lebensweise ab. Da die von ihm geforderte „Umkehr“ ein innerseelischer Vorgang ist, hält er keineswegs eine äußerliche Abkehr von den gewöhnlichen Verrichtungen des bürgerlichen Alltags für erforderlich. Vielmehr lobt er ungebildete Laien (Nichtgeistliche) ohne theologisches Wissen, die ihre weltlichen Aufgaben erfüllen und schwere Arbeit verrichten, und wendet sich scharf gegen ihre Abwertung durch manche Kleriker. Generell betont Tauler den ethischen und spirituellen Wert der Arbeit einschließlich der gewöhnlichen Erwerbstätigkeit. Der einzelne Mensch soll dem „Ruf“ Gottes folgend seine tätige oder beschauliche Lebensform entsprechend seiner Veranlagung und Befähigung wählen. Der Gegensatz zwischen den beiden Lebensformen besteht für Tauler nur scheinbar, in Wirklichkeit bilden sie eine Einheit, die sich aus dem Einssein mit Gott ergibt; ist dieses Einssein erreicht, so wirkt Gott selbst in dem Menschen alles und bestimmt daher auch, wann ein Werk vollbracht werden soll und wann die Zeit für Beschaulichkeit ist. Nach dieser Sichtweise beeinträchtigt die äußere Tätigkeit das geistliche Leben nicht, und der gelassene Mensch zieht weder das eine noch das andere vor, sondern beides ist ihm gleichermaßen willkommen. Keine Tätigkeit ist an sich geringer als eine andere.

### Gottesauffassung
Tauler verwendet bei der Darlegung seiner Gottesauffassung Ausdrucksweisen aus dem Schrifttum zur negativen Theologie, einer Herangehensweise, die in der (neu)platonisch beeinflussten theologischen Tradition eine wichtige Rolle spielte und besonders von Pseudo-Dionysius Areopagita und Meister Eckhart entwickelt wurde. Dabei geht es um eine Kritik positiver Bestimmungen des Göttlichen als unangemessen und deren Ersetzung durch negative Aussagen, die festhalten sollen, was Gott nicht ist, indem sie als unzulänglich betrachtete positive Bestimmungen verneinen. So verwendet Tauler mit Berufung auf Pseudo-Dionysius den Begriff der göttlichen „Finsternis“, der auf die biblische Beschreibung von Gottes Umhüllung zurückgeht. Damit weicht er von der gängigen positiven Metaphorik ab, in der Gott mit dem Licht und die Finsternis mit dem Bösen assoziiert wird. Tauler bezeichnet Gott auch als das „ungeschaffene Nichts“ (ungeschaffen nút). Weitere Begriffe, die er bei Aussagen über Gott verwendet, sind „Tiefe“ und „Abgrund“. Nach seiner Auffassung ist Gott namenlos („ungenannt“).
Daneben kommen bei Tauler aber auch affirmative Aussagen über Gott vor; so nennt er ihn ein „ungeschaffenes Licht“ und „das Gute“ und spricht von seiner „Weisheit“. Vor dem Hintergrund der negativen Theologie erweisen sich diese Begriffe als Metaphern, die das Gemeinte nur andeuten sollen, nachdem jeder Anspruch, eine angemessene Beschreibung geben zu können, zurückgewiesen wurde.

## Nachwirkung

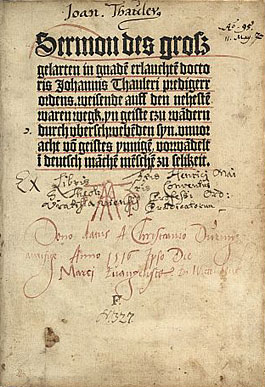
Titelblatt der ersten Ausgabe einer Sammlung von Predigten Taulers (1498)

Taulers Lehre erzielte im Spätmittelalter und in der Frühen Neuzeit eine enorme Nachwirkung. Dazu trug der Umstand bei, dass er im Gegensatz zu Meister Eckhart, der oft die gleichen oder ähnliche Ansichten vertrat wie er, im Mittelalter nie im Verdacht der Häresie stand. Sein großes Ansehen im Spätmittelalter zeigt sich unter anderem darin, dass ihm verschiedene Schriften anderer Autoren zugeschrieben wurden. Unter diesen „Pseudo-Tauleriana“, die das Bild der Nachwelt von ihm mitprägten, waren Predigten, Traktate und Briefe. Starke Verbreitung fand in der Frühen Neuzeit ein Werk eines unbekannten Autors, das Buch von der geistlichen (oder: geistigen) Armut, das Daniel Sudermann Tauler zuschrieb. Sudermann druckte es 1621 unter dem Titel Doctors Johan Taulers Nachfolgung des armen Lebens Christi. Von Taulers Predigten direkt oder indirekt inspiriert war die Urfassung des Liedes Es kommt ein Schiff, geladen (Evangelisches Gesangbuch Nr. 8), das ihm daher zugeschrieben wurde.
Die Predigtsammlung verbreitete sich vor allem in den Klöstern, die an den religiösen Reformbestrebungen des 15. Jahrhunderts beteiligt waren. Mindestens 178 Handschriften sind erhalten. Die ersten Drucke erschienen 1498 in Leipzig und 1508 in Augsburg; sie enthielten bereits unechte Predigten neben den authentischen.
Traditionell umstritten sind das Ausmaß des Einflusses Taulers auf Martin Luther und die Frage, inwieweit er als Vorläufer der Reformation betrachtet werden kann. Die konfessionelle Prägung dieses Streits stand lange einer unbefangenen Klärung des Sachverhalts entgegen. Luther schrieb Randbemerkungen in sein Exemplar der Augsburger Tauler-Ausgabe. Er erwähnte den Dominikaner 1516 in seinem Römerbriefkommentar und zitierte ihn später häufig. Die Theologia deutsch, die er sehr schätzte und herausgab, hielt er für eine Zusammenfassung der Lehre Taulers. Diese Weichenstellung führte zu einer großen Beliebtheit Taulers in den evangelischen Gebieten, wo die Sammlung seiner Predigten bis ins 19. Jahrhundert zu den beliebtesten Erbauungsbüchern gehörte, vor allem in pietistischen Kreisen; erst in der Romantik wurde sein Einfluss von dem Meister Eckharts übertroffen. Zu den reformatorischen Persönlichkeiten, die Tauler schätzten, gehörten im 16. Jahrhundert Thomas Müntzer, Sebastian Franck und Michael Neander, der 1581 eine Theologia Bernhardi et Tauleri veröffentlichte, im 17. Jahrhundert Johann Arndt, der in seinem populären Erbauungsbuch Vier Bücher vom wahren Christentum zahlreiche Texte aus der Basler Taulerausgabe zitierte, Jakob Böhme, Philipp Jacob Spener und Ahasverus Fritsch, der in einer Schrift unter dem Titel Pietas Tauleriana („Taulersche Frömmigkeit“, 1676) Aussprüche und Lebensregeln Taulers zusammenstellte.

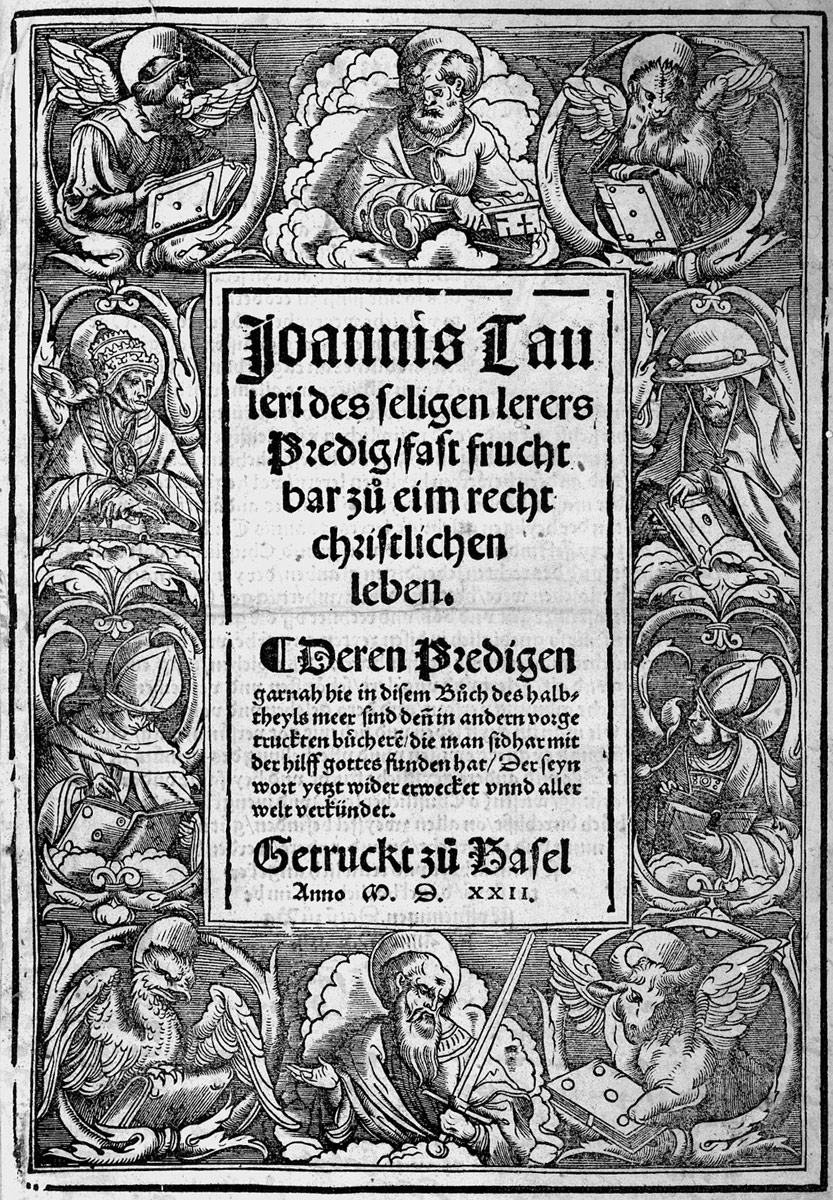
Titelblatt der Basler Tauler-Ausgabe von 1522 mit einer Bordüre von Hans Holbein

Die Berufung reformatorischer Theologen auf Tauler ließ ihn zur Reformationszeit manchen Katholiken suspekt erscheinen. Luthers prominenter katholischer Gegner Johannes Eck bezichtigte Tauler sogar 1523 in seiner Schrift De purgatorio contra Ludderum („Über das Fegfeuer gegen Luther“) der Häresie. Dagegen wandte sich der Benediktinerabt Louis de Blois 1553 in einer Verteidigungsschrift (Apologia pro Thaulero). Der vierte General der Jesuiten, Everard Mercurian, der von 1573 bis 1580 amtierte, verbot in seinem Orden die Tauler-Lektüre. Werke, die Tauler teils zu Unrecht zugeschrieben wurden, kamen im 16. Jahrhundert auf den Index.
Mit den protestantischen Tauler-Ausgaben konkurrierten katholische, darunter die von dem Kartäuser Georg Carpentarius bearbeitete, allerdings mit einem Vorwort eines Lutheraners ausgestattete Ausgabe von Basel (1521 und 1522) und die auf den Jesuiten Petrus Canisius zurückgehende von Köln (1543). Canisius fügte eine umfangreiche Sammlung von Texten hinzu, die nicht von Tauler stammen, aber fortan zu dessen wichtigen Werken gezählt wurden; die Unechtheit wurde erst 1841 erkannt. Der Kartäuser Laurentius Surius veröffentlichte 1548 in Köln eine lateinische Übersetzung, die neben den authentischen Predigten nicht nur das von Canisius eingebrachte unechte Material enthielt, sondern darüber hinaus noch zusätzliche, von Surius stammende Erweiterungen. Durch die Übersetzung ins Lateinische wurde Tauler auch außerhalb des deutschen Sprachraums bekannt. Besonders schätzte ihn Paul vom Kreuz, der im 18. Jahrhundert die Ordensgemeinschaft der Passionisten gründete. Daher war und blieb bei den Passionisten der Einfluss Taulers relativ stark.
In der Romantetralogie November 1918 von Alfred Döblin erscheint Tauler wiederholt einer der Hauptfiguren, Dr. Friedrich Becker, und führt ihn auf seinem Weg zum Glauben.
Taulers Gedenktag im Evangelischen Namenkalender ist sein Todestag, der 16. Juni.

## Textausgaben (mittelhochdeutsch)
Eine kritische Ausgabe der mittelhochdeutschen Texte auf breiter handschriftlicher Basis existiert nicht. Verwendet werden:
- Ferdinand Vetter (Hrsg.): Die Predigten Taulers. Berlin 1910; unveränderter Nachdruck: Weidmann, Dublin/Zürich 1968 (online).
- Adolphe L. Corin (Hrsg.): Sermons de J. Tauler et autres écrits mystiques. 2 Bände. Vaillant-Carmanne, Liège 1924–1929.
- Volker Leppin, Rudolf K. Weigand (Hrsg.): Rezeptionsorientierte Edition der Kirchenjahrespredigten Taulers. Bearbeitet von Regina D. Schiewer und Andreas Zecherle. Technische Umsetzung von Marcus Baumgarten, Wolfgang Seifert und Torsten Schaßan. Herzog August Bibliothek, Wolfenbüttel 2018 ff., (online).

## Übersetzungen
- Johannes Tauler: Predigten, übertragen und herausgegeben von Georg Hofmann, Freiburg i. Br. 1961, Neudruck in zwei Bänden, 3. Auflage, Johannes-Verlag, Einsiedeln 1979 (Übertragung in modernes Deutsch)
- Johannes Tauler: Predigten. Gotteserfahrung und Weg in die Welt, hrsg. und übersetzt von Louise Gnädinger, Olten 1983 (Auswahl, Übertragung in modernes Deutsch)
- Johannes Tauler: Predigten. In: Winfried Zeller, Bernd Jaspert (Hrsg.): Heinrich Seuse, Johannes Tauler: Mystische Schriften. Diederichs, München 1988, ISBN 3-424-00924-5, S. 153–306 (Auswahl, Übertragung in modernes Deutsch)
- Johann Tauler: Predigten. In Auswahl übertragen und eingeleitet von Leopold Naumann. Frankfurt a. M., Insel Verlag 1980 (Bd. XII der Faksimile-Ausgabe von: Der Dom. Bücher deutscher Mystik, Leipzig 1923)
- Jean Tauler: Sermons, hrsg. Jean-Pierre Jossua, Les Éditions du Cerf, Paris 1991, ISBN 978-2-204-04257-4 (französische Gesamtübersetzung)